# Babîci, Kaniv
Babîci (în ucraineană Бабичі) este un sat în comuna Mejîrici din raionul Kaniv, regiunea Cerkasî, Ucraina.

## Demografie
Componența lingvistică a localității Babîci
     Ucraineană (99,39%)
     Alte limbi (0,61%)
Conform recensământului din 2001, majoritatea populației localității Babîci era vorbitoare de ucraineană (99,39%), existând în minoritate și vorbitori de alte limbi.